# Ossey-les-Trois-Maisons
Ossey-les-Trois-Maisons település Franciaországban, Aube megyében. Lakosainak száma 589 fő (2022. január 1.). Ossey-les-Trois-Maisons Marigny-le-Châtel, Origny-le-Sec, Orvilliers-Saint-Julien, Pars-lès-Romilly, Saint-Flavy és Saint-Martin-de-Bossenay községekkel határos.

## Népesség
A település népessége az elmúlt években az alábbi módon változott:
| Lakosok száma | 476  | 371  | 460  | 558  | 586  | 587  | 592  | 594  | 596  | 589  |
|               | 1968 | 1982 | 1990 | 2006 | 2013 | 2015 | 2017 | 2019 | 2020 | 2022 |